# Daniel Sutermeister (Lehrer)
Daniel Sutermeister (* 4. Februar 1768; † 19. Juni 1829) war ein Schweizer Lehrer, Drucker und Verleger.

## Leben
Daniel Sutermeister war der Sohn von Susanna Barbara Bär (1726–1795) und des Metzgers und Zunftmeisters Hans Rudolf Sutermeister (1723–1776). Er hatte acht Geschwister. 1796 hatte er eine uneheliche Tochter. 1800 heiratete Sutermeister Maria Louise Porchat; er hatte mit ihr zwei Kinder. 1819 heiratete er Luzia Zürcher Müller.
Sutermeister unterrichtete unter anderem Latein in Zofingen und war bekannt als «origineller Schulmeister».
1811 gründete er das Zofinger Wochenblatt für Stadt und Land. In seinem im gleichen Jahr gegründeten Verlag erschienen unter anderem die zweibändige Chronik der Stadt Zofingen von Johann Jakob Frikart (1812), Samuel Gränichers Historischen Notizen und Anekdoten von Zofingen (1825) sowie Frikarts Tobinium Genealogicum (1827).